# Hockey Vereniging Assen
Hockey Vereniging Assen is een hockeyclub uit Assen. HVA is opgericht in 1919 en is daarmee de oudste hockeyclub van Noord Nederland.
HVA telt ruim 600 leden. HVA beschikt over drie kunstgrasvelden, waarvan één waterveld en twee zandvelden. 
De club verhuisde op 31 maart 2014 naar de nieuwe locatie in de wijk Kloosterveen, er waren plannen voor twee semi-water velden in plaats van zand maar in verband met bezuinigingen werden het toch zandvelden.
Voorheen speelde de club haar thuiswedstrijden aan het Dijkveldpad, waar slechts beschikking was over twee zandingestrooide kunstgrasvelden.
De meisjes en dames spelen in een wit T-shirt, blauwe rok en blauw-wit gestreepte kousen. De heren en jongens spelen in een blauw shirt met witte broek en eveneens blauw-witte kousen. Verder zorgen een activiteiten- en een jeugdcommissie regelmatig voor feesten, disco's en toernooien.